# Bergtjärnen (Rämmens socken, Värmland, 667074-139990)
Bergtjärnen är en sjö i Filipstads kommun i Värmland och ingår i Göta älvs huvudavrinningsområde.